# Матьков, Игорь Валерьевич
Игорь Валерьевич Матьков (укр. Ігор Валерійович Матьков; 14 октября 1985, Козелец — 8 января 2020, Тегеран) — украинский военный и гражданский лётчик, старший бортпроводник рейса PS752 (Boeing 737), потерпевшего катастрофу под Тегераном. Герой Украины (29 декабря 2020, награждён посмертно).

## Биография
Родился 14 октября 1985 года в Козельце. Окончил Козелецкую школу № 3 в 2002 году и отделение восточных языков Киевского национального лингвистического университета.
По разным данным, Матьков работал 10 или 12 лет в компании «Международные авиалинии Украины» сначала стюардом, потом старшим бортпроводником. На момент рейса PS752 учился на 4-м курсе Кропивницкой лётной академии Национального авиационного университета, имел лицензии на управление одно- и двухмоторными самолётами. Налетал более 300 часов.
Погиб 8 января 2020 года в результате катастрофы самолёта Boeing 737 (рейс PS752) компании МАУ, который был сбит ракетами ПВО Ирана. По словам официальных представителей Ирана, причиной катастрофы стал человеческий фактор. По словам родственников, Игорь Матьков должен был обслуживать самолёт, летевший в Барселону, однако его перевели на другой рейс.

## Награды
- Звание Героя Украины с вручением ордена «Золотая Звезда» (29 декабря 2020, посмертно) — «за героизм и самоотдачу, проявленную при выполнении служебного долга»[7].

## Семья
Был женат. Есть сестра, которая проживает в США.